# Waldwisse
Waldwisse (deutsch Waldwiese, 1940–1944 Waldwiesen, lothringisch Waldwis) ist eine französische Gemeinde mit 804 Einwohnern (Stand 1. Januar 2022) im Département Moselle in der Region Grand Est (bis 2015 Lothringen).

## Geografie
Die Gemeinde Waldwisse liegt etwa 27 Kilometer östlich von Thionville an der Grenze zum Saarland. Im Osten grenzt die Gemeinde an den Rehlinger Ortsteil Biringen.
Zur Gemeinde Waldwisse gehören seit 1812 die beiden Dörfer Betting (Bettingen) und Gongelfang (Gongelfangen), ebenso das südlich gelegene Gehöft Henting (Hintingerhof). Waldwisse befindet sich an der ehemaligen Bahnstrecke Merzig–Bettelainville, die 1948 stillgelegt wurde. Überreste dieser Bahnstrecke wie die Bahnbrücke oder der Silwinger Tunnel an der deutsch-französischen Grenze sind heute vom Verfall bedroht.

## Geschichte
Der Ort gehörte seit 1661 zu Frankreich. 1871 wurde Deutschlothringen infolge des Deutsch-Französischen Kriegs mitsamt dem Elsass Teil des Deutschen Kaiserreiches. Nach dem Ende des Ersten Weltkriegs ging der Ort wieder an Frankreich über.
Im Zweiten Weltkrieg wurde Waldwisse am 19. November 1944 während des US-amerikanischen Vormarsches bombardiert und war danach zu 80 % zerstört. Nach dem Krieg erfolgte der Wiederaufbau des Ortes unter der Leitung des französischen Architekten Georges-Henri Pingusson.

### Wappen
Der Krummstab erinnert an das Kloster Rettel, dem Waldwisse untergeordnet war; das Rad ist das Emblem der Heiligen Katharina, der Schutzpatronin der Gemeinde und die Muscheln stehen für das Wappen von Sierck, dem Ort der Propstei, zu der Waldwisse gehörte.

### Bevölkerungsentwicklung
| Jahr      | 1962 | 1968 | 1975 | 1982 | 1990 | 1999 | 2007 | 2019 |
| Einwohner | 649  | 656  | 605  | 596  | 605  | 659  | 672  | 807  |

## Sehenswürdigkeiten

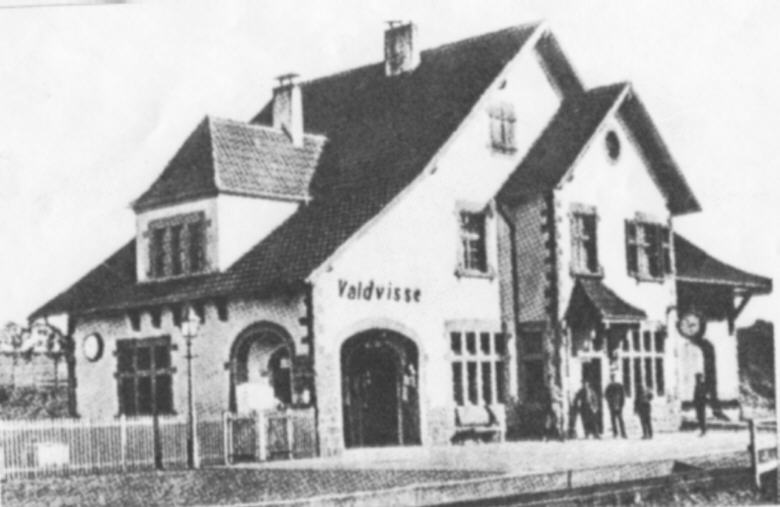
Bahnhof Waldwisse um 1915
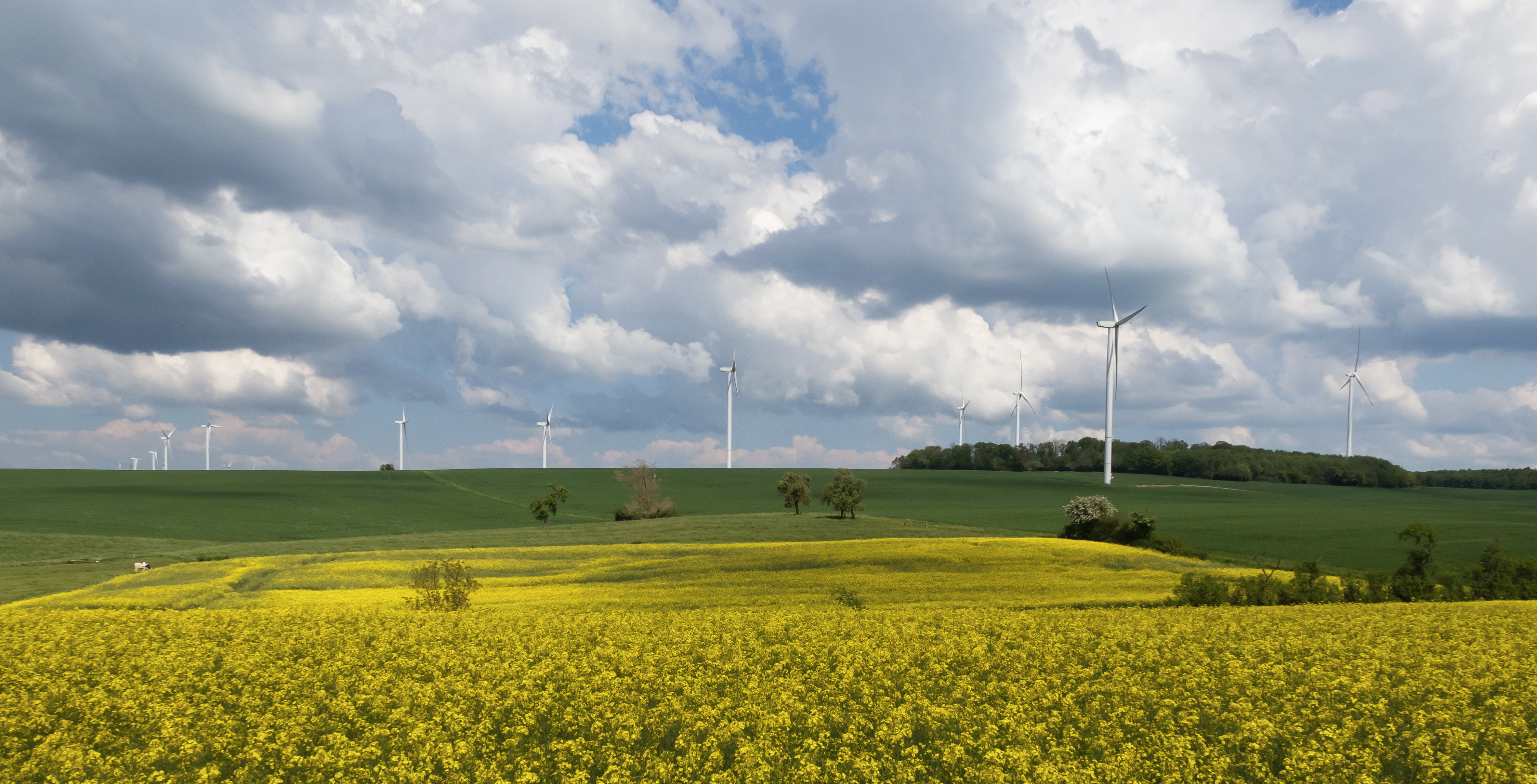
Panorama eines Rapsfeldes nahe Waldwisse
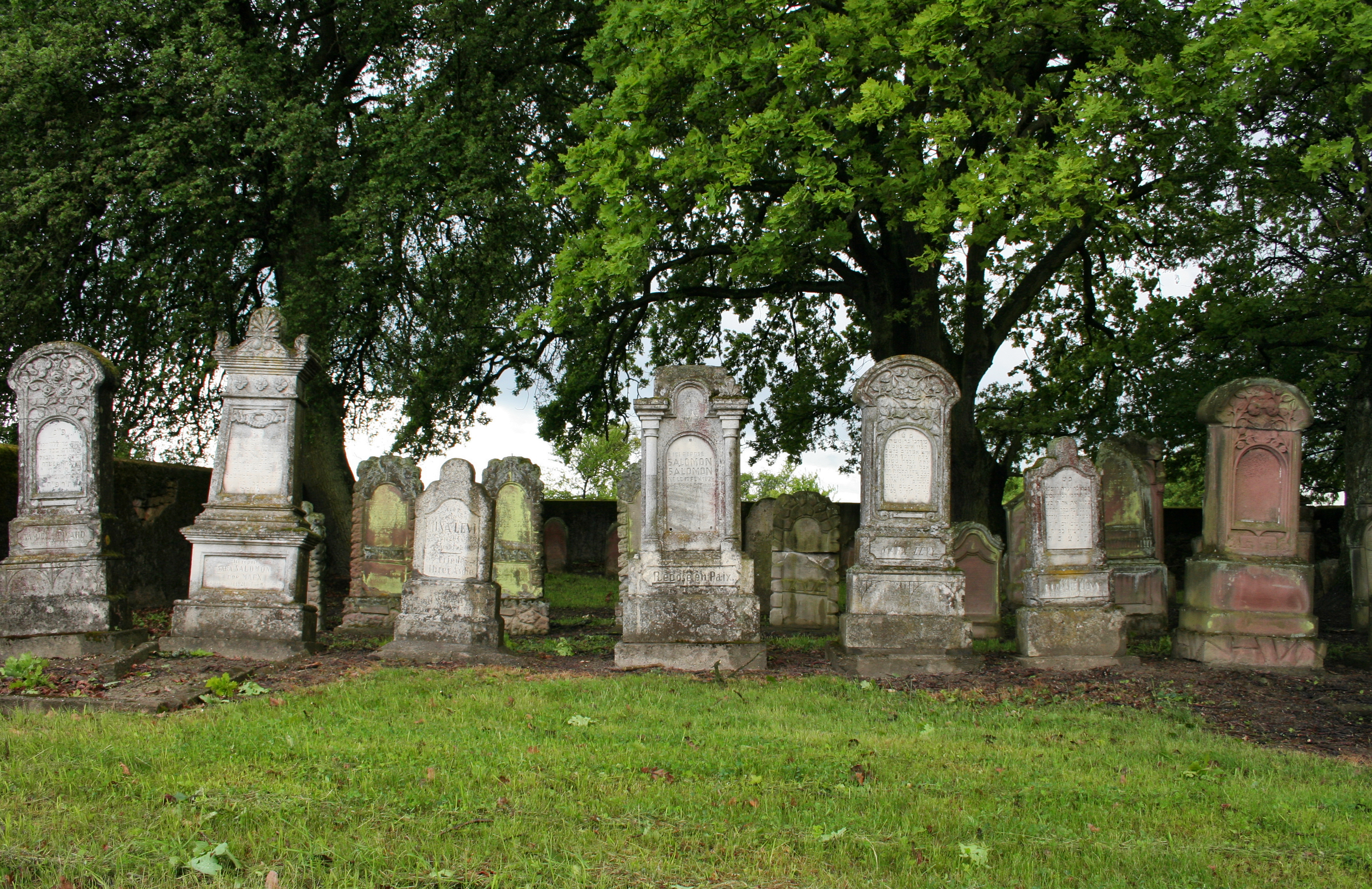
Jüdischer Friedhof (außerhalb der Ortslage)
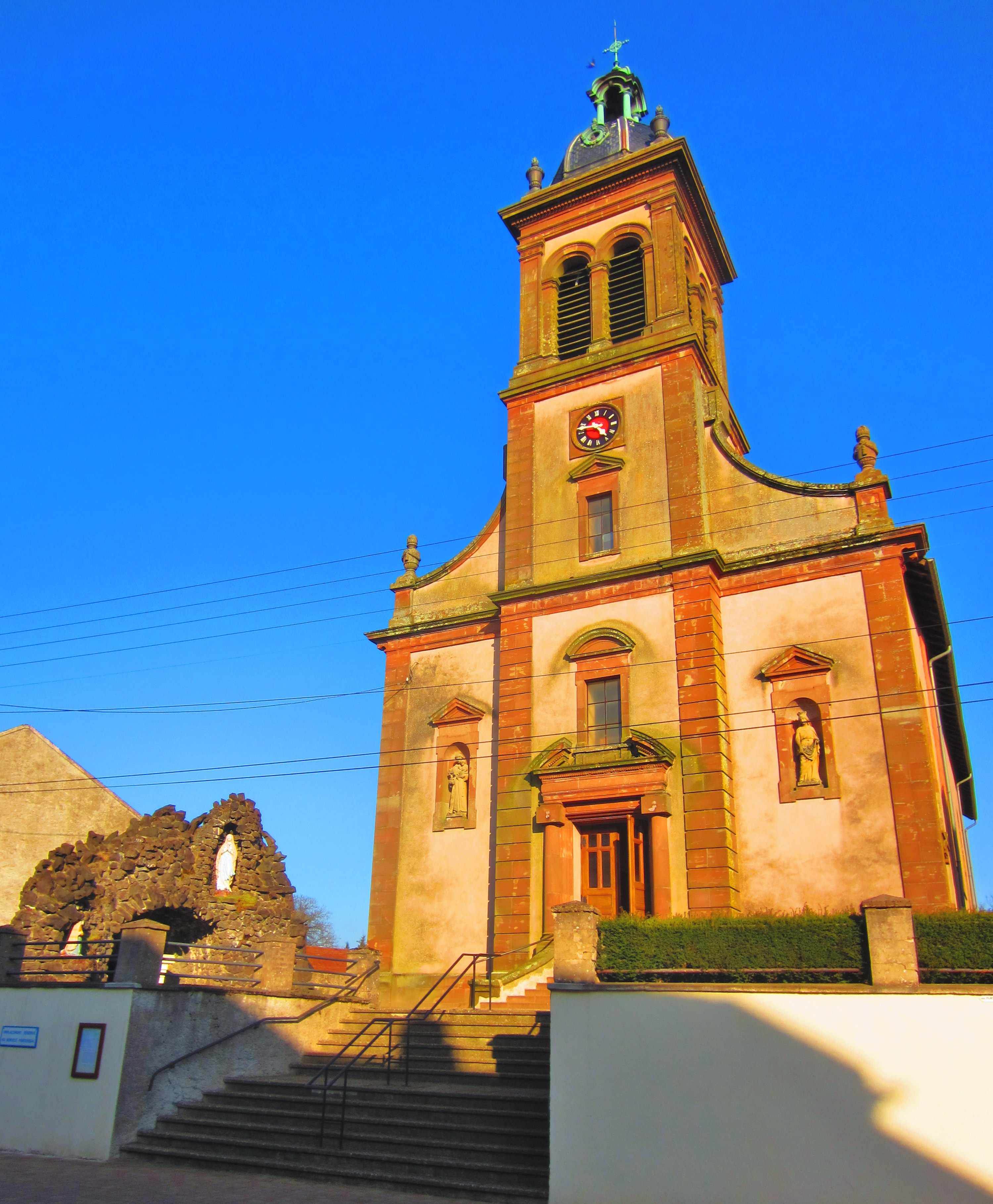
Kirche Sainte-Catherine

## Belege
1. ↑  Wappenbeschreibung auf genealogie-lorraine.fr (französisch)